# Rangitoto
Rangitoto is een vulkanisch eiland in de Golf van Hauraki vlak bij Auckland, Nieuw-Zeeland. Het eiland is 5,5 km lang en is een beeldbepalend punt in de omgeving van Auckland. Het eiland is een symmetrische vulkaan die 260 meter boven het water uitsteekt. De naam Rangitoto komt uit het Maori en betekent 'Bebloede lucht'. Deze naam vindt haar oorsprong niet in een vulkaanuitbarsting maar juist in een slag tussen twee Maoristammen.
Het eiland is vanaf Auckland met een veerboot te bereiken.

## Geologie
Rangitoto is gevormd door een serie van vulkaanuitbarstingen die ongeveer 600 tot 700 jaar geleden plaats heeft gevonden. Wetenschappers kunnen het niet eens worden over hoelang deze serie van uitbarstingen geduurd heeft, gedacht wordt dat het tussen de 10 en 200 jaar heeft geduurd (met onderbrekingen). In totaal is er 2,3 kubieke kilometer aan materiaal vrijgekomen bij de uitbarstingen. Het eiland maakt deel uit van het Auckland Volcanic Field.